# Nationaal Archeologisch Museum van Athene

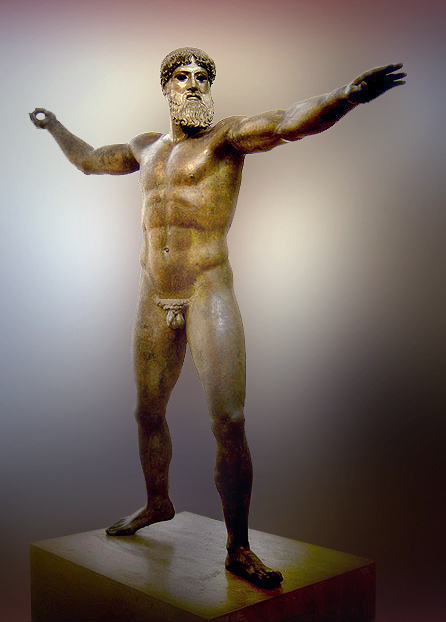
Poseidon van Artemision

Het Nationaal Archeologisch Museum van Athene (Grieks: Εθνικό Αρχαιολογικό Μουσείο, Ethnikó Archaiologikó Mouseío) herbergt een van de meest vooraanstaande collecties van Oud-Griekse kunst, afkomstig van archeologische opgravingen in heel Griekenland.

## Geschiedenis
Het museum werd opgericht in 1829, aanvankelijk gevestigd in Egina, en verhuisde in 1834 naar Athene. De bouw van het huidige museumgebouw begon in 1866 en werd in 1889 voltooid, mede dankzij de financiële steun van de Griekse regering, de Archeologische Vereniging en verschillende mecenassen. Het oorspronkelijke ontwerp van de architect Ludwig Lange werd later aangepast door Panages Kalkos, Harmodios Vlachos en Ernst Ziller. In de loop der tijd heeft het gebouw verschillende uitbreidingen ondergaan om de snel groeiende collectie van artefacten te huisvesten. Een belangrijke uitbreiding vond plaats aan het begin van de 20e eeuw, toen een nieuwe oostvleugel werd gebouwd naar de plannen van Anastasios Metaxas. Tussen 1932 en 1939 werd bovendien een gebouw met twee verdiepingen toegevoegd, ontworpen door George Nomikos.
De meest recente renovatie van het museum, uitgevoerd tussen 2002 en 2004, duurde meer dan anderhalf jaar. Gedurende deze periode was het museum volledig gesloten. Het heropende in juli 2004, net op tijd voor de Olympische Zomerspelen 2004 in Athene. De renovatie omvatte zowel esthetische als technische verbeteringen, waaronder de installatie van een modern airconditioningsysteem, de reorganisatie van de collectie en het herstel van de schade die was veroorzaakt door de aardbeving van 1999. De zalen met de Minoïsche fresco's werden in 2005 opnieuw opengesteld voor het publiek. In mei 2008 werd een collectie van Egyptische antiquiteiten en de collectie van Eleni en Antonis Stathatos ingehuldigd door minister van Cultuur Mihalis Liapis.
In 2023 won David Chipperfield Architects Berlin de competitie voor de renovatie en uitbreiding van het museum. Hun ontwerp omvat een semi-ondergrondse uitbreiding en een nieuw groen park, wat het museum beter zal verbinden met de stad. De uitbreiding zal ook nieuwe tentoonstellingsruimten en faciliteiten zoals een restaurant en auditorium bevatten, waarmee het museum zal voldoen aan de hedendaagse eisen op het gebied van toegankelijkheid en duurzaamheid.

## Collecties
- Antikythera
- Beeldhouwkunst, bekend zijn de Poseidon van Artemision en de Ruiter van Artemision

## Hoogtepunten
- Mechanisme van Antikythera
- Masker van Agamemnon
- Poseidon van Artemision
- Diadeemdrager
- Ruiter van Artemision
- Efebe van Marathon
- Antikythera Efebe
- Collectie van Kouroi en Korai (o.a. Phrasikleia-korè)
- Fresco's van Tiryns en Santorini
- Groep van Aphrodite en Pan van Delos
- Daidala
- Theseus ring
- Poseidon van Milos
- De Harpspeler van Keros
- De Luitspeler van Keros
- Standbeeld van Nereïde
- Ryton in de vorm van een stierenkop
- Beker van Nestor
- Dipylon-inscriptie
- Lemnos stela
- Kroisos Kouros
- Sounion Kouros
- Varvakeion Athena

## Afbeeldingen

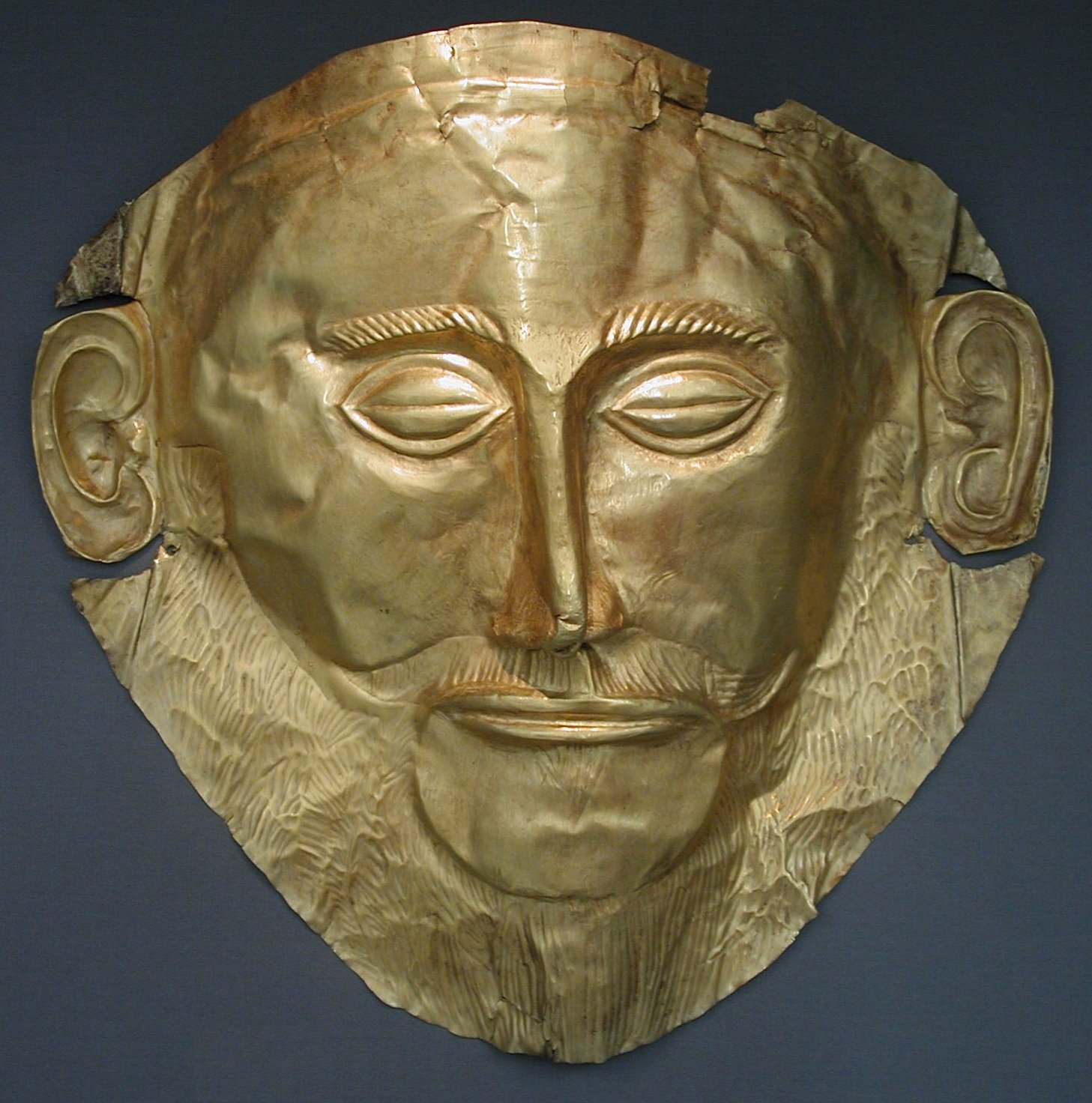
Masker van Agamemnon
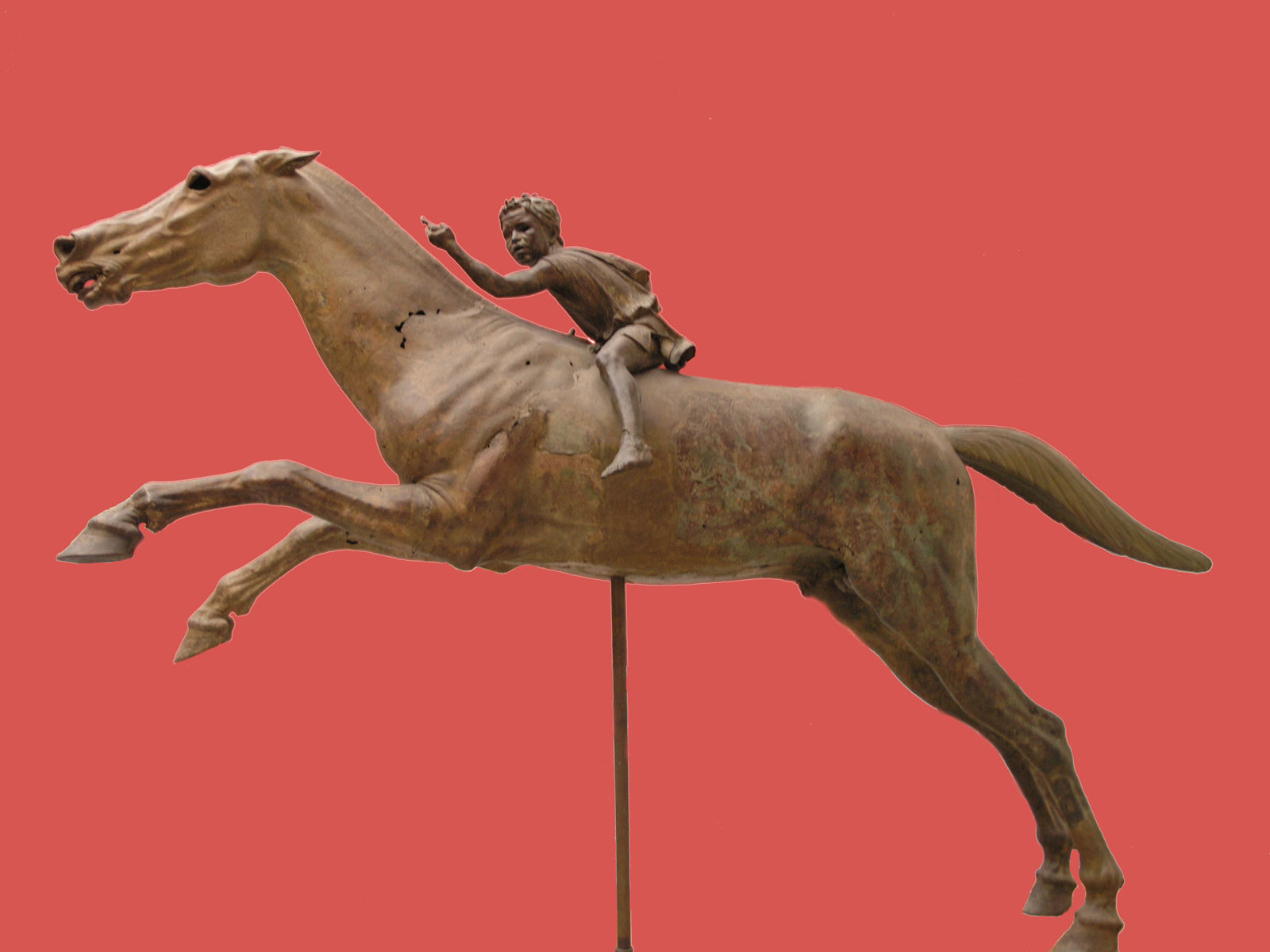
Ruiter van Artemision
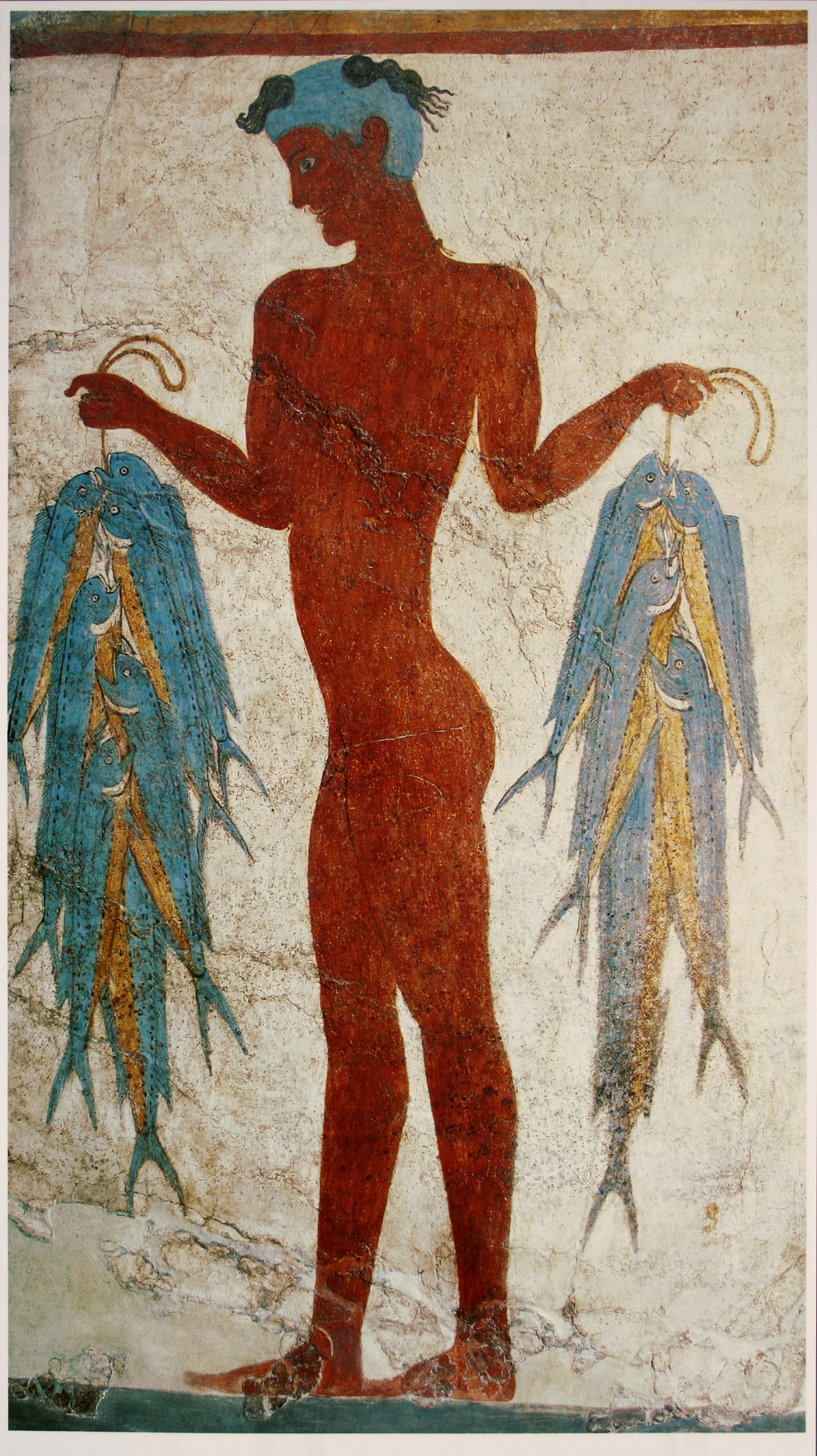
Fresco van een visser, uit Akrotiri, Santorini
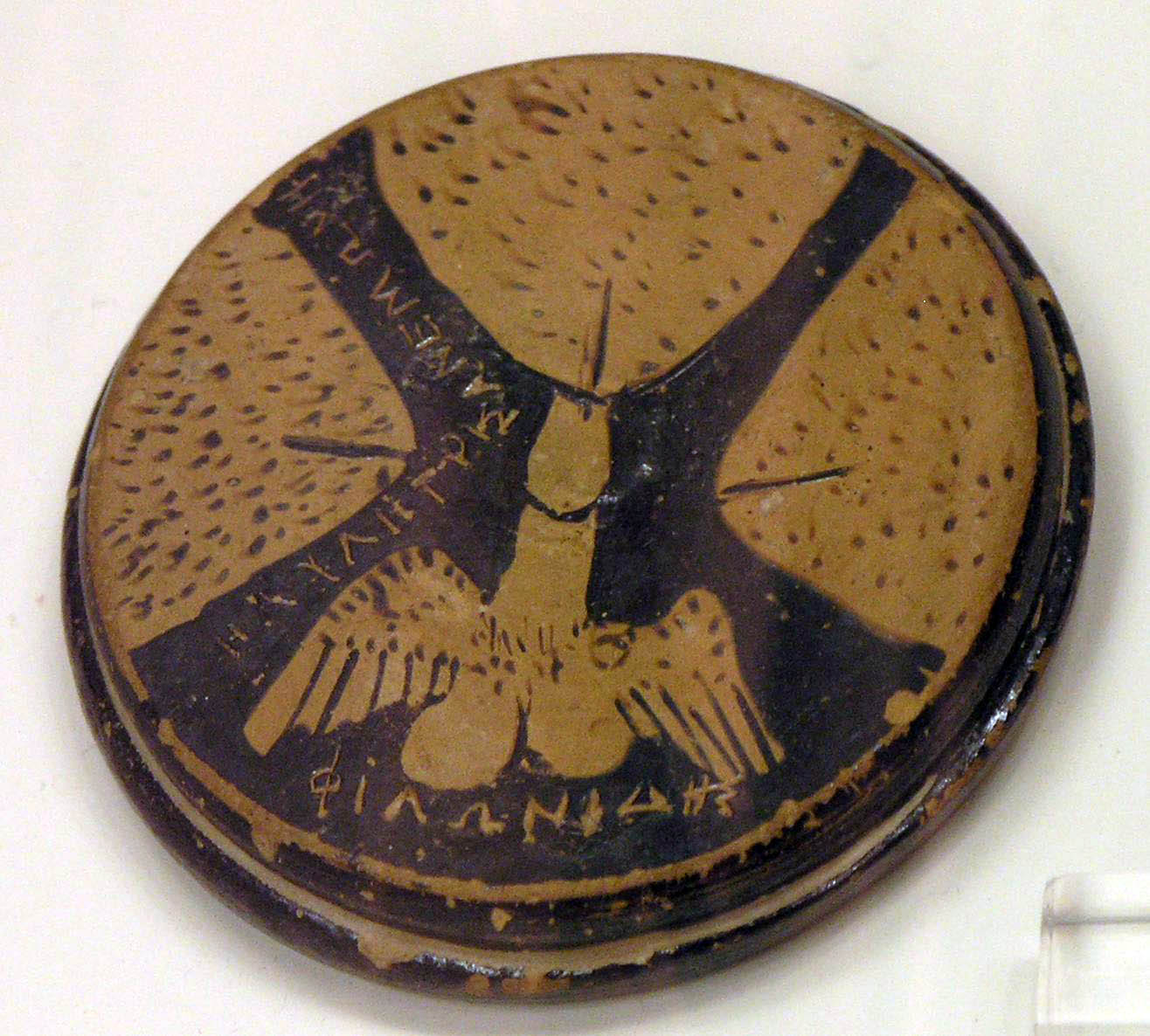
Zoekende phallus, ca. 430 v.Chr., Attisch roodfigurig aardewerk